# Lịch sử hành chính Đà Nẵng
Đà Nẵng là một thành phố ven biển thuộc vùng duyên hải Nam Trung Bộ. Phía bắc giáp thành phố Huế, phía nam và phía tây giáp tỉnh Quảng Nam, phía đông giáp Biển Đông.

## Giai đoạn 1954 - 1975

### Về phíaQuốc gia Việt NamvàViệt Nam Cộng hòa

#### TỉnhQuảng Nam
Ngày 12 tháng 12 năm 1957, Bộ trưởng Nội vụ Việt Nam Cộng hòa ban hành Nghị định số 358-BNV/HC/NĐ. Theo đó, xã Bình Thành và xã Bình Kỳ được sáp nhập lại thành một xã lấy tên là xã Bình An, thuộc quận Thăng Bình, tỉnh Quảng Nam.
Ngày 24 tháng 6 năm 1958, Bộ trưởng Nội vụ Việt Nam Cộng hòa ban hành Nghị định số 335-NC/P6. Theo đó, cải biến thành quận hành chính hai nha đại diện hành chính Trung Man và Phước Sơn thuộc tỉnh Quảng Nam. Quận Trung Man lấy tên mới là Hòa Tân. Sáp nhập nha đại diện hành chính Bến Hiên vào nha đại diện hành chính Bến Giằng và cải biến nha đại diện hành chính này thành quận hành chính lấy tên là quận Hiên Giằng. Tỉnh Quảng Nam (tỉnh lỵ Hội An), gồm các đơn vị hành chánh kể sau:
| Đơn vị hành chính của tỉnh Quảng Nam | Đơn vị hành chính của tỉnh Quảng Nam       | Đơn vị hành chính của tỉnh Quảng Nam |
| Số thứ tự                            | Quận                                       | Xã |
| ------------------------------------ | ------------------------------------------ | --- |
| 1                                    | Hòa Vang (quận lỵ Thuận Nam xã Hòa Thuận)  | Các xã: Hòa Cường, Hòa Hiệp, Hòa Khánh, Hòa Minh, Hòa Phát, Hòa Thọ, Hòa Thuận, Hòa Châu, Hòa Đa, Hòa Lợi, Hòa Phước, Hòa Thái, Hòa Hải, Hòa Lan, Hòa Long, Hòa Phụng, Hòa Thịnh, Hòa Lạc, Hòa Thạnh, Hòa Vinh. |
| 2                                    | Điện Bàn (quận lỵ Vĩnh Điện xã Vĩnh Xương) | Các xã: Hội An, Thanh Minh, Thanh Thủy, Thanh Trưởng, Thanh Sơn, Thanh Phong, Thanh Trung, Phú Mỹ, Phú Tân, Phú Hưng, Vĩnh Hà, Phú Thọ, Phú Phong, Phú Lộc, Cẩm Thanh, Cẩm Châu, Cẩm An, Cẩm Nam, Cẩm Hải, Cẩm Hà, Cẩm Kim, Kỳ Châu, Kỳ Minh, Kỳ Quang, Kỳ Tân, Kỳ Ngọc, Vĩnh Hòa, Vĩnh Xuân, Vĩnh Xương, Vĩnh Thọ, Vĩnh Phước.                                                             |
| 3                                    | Đại Lộc (quận lỵ xã Lộc Xuân)              | Các xã: Lộc Phú, Lộc Khương, Lộc Thuận, Lộc Xuân, Lộc An, Lộc Chánh, Lộc Tân, Lộc Hòa, Lộc Phước, Lộc Quý, Lộc Thành, Lộc Sơn, Lộc Thái, Lộc Thọ, Lộc Thủy, Lộc Thắng. |
| 4                                    | Duy Xuyên (quận lỵ xã Xuyên Châu)          | Các xã: Xuyên Thu, Xuyên Phú, Xuyên Hòa, Xuyên Lộc, Xuyên Khương, Xuyên Thanh, Xuyên Trường, Xuyên Hiệp, Xuyên Kiêu, Xuyên Trà, Xuyên Châu, Xuyên Mỹ, Xuyên Thái, Xuyên Quang, Xuyên Tân, Xuyên An, Xuyên Long, Xuyên Thọ, Xuyên Phước. |
| 5                                    | Thăng Bình (quận lỵ xã Bình Nguyên)        | Các xã: Bình Giang, Bình Triều, Bình Sa, Bình Hải, Bình Đào, Bình Dương, Bình Phương, Bình Trung, Bình An, Bình Quế, Bình Nam, Bình Sơn, Bình Lành, Bình Lâm, Bình Trị, Bình Định, Bình Phú, Bình Tú, Bình Phúc, Bình Nguyên, Bình Quý. |
| 6                                    | Tam Kỳ (quận lỵ xã Tam Kỳ)                 | Các xã: Kỳ Sanh, Kỳ Hà, Kỳ Liên, Kỳ Thanh, Kỳ Khương, Kỳ Chánh, Kỳ An, Kỳ Thịnh, Kỳ Lý, Kỳ Mỹ, Kỳ Bình, Kỳ Trung, Kỳ Hưng, Kỳ Bích, Kỳ Anh, Kỳ Phú, Kỳ Hương, Kỳ Long, Kỳ Quế, Kỳ Sơn, Kỳ Nghĩa, Kỳ Trà, Kỳ Yên, Tam Kỳ. |
| 7                                    | Tiên Phước (quận lỵ xã Phước Mỹ)           | Các xã: Phước Long, Phước Hòa, Phước Kỳ, Phước Tân, Phước Tiên, Phước Lộc, Phước An, Phước Hiệp, Phước Lâm, Phước Thạnh, Phước Lành, Phước Sơn, Phước Hà, Phước Ngọc, Phước Cẩm. |
| 8                                    | Quế Sơn (quận lỵ Sơn Thành)                | Các xã: Phú Thạnh, Phú Hương, Phú Thọ, Phú Điền, Phú Hiệp, Phú Phong, Sơn Khánh, Sơn Trung, Sơn Lãnh, Sơn Thắng, Sơn Thanh, Sơn Thượng, Sơn Thạch, Sơn Xuân, Sơn Châu, Sơn Lộc, Sơn Long, Sơn Hòa, Sơn Phúc, Sơn Thọ, Sơn Khương, Sơn Ninh, Sơn Thuận. |
| 9                                    | Trà My (quận lỵ xã Tiên Trà)               | Các xã: Phương Đông, Tiên Trà, Dương Yên, Bùi, Đốc, Tu, Giát Vian, Tak Xoang, Triền Roong, Jep, Tra Bu, Bâu. |
| 10                                   | Hòa Tân (quận lỵ Giao Trì)                 | Các xã: Hòa Nam, Hòa Bắc, Hòa Tây, Hòa Trung (các xã này trước thuộc nha đại diện hành chính Trung Nam), Hòa Ninh, Hòa Phượng, Hòa Phú, Hòa Hưng, Hòa Lộc, Hòa Lượng (các xã này trước thuộc quận Hòa Vang). |
| 11                                   | Hiên Giằng (quận lỵ Hà Tân)                | Các xã: Hiên Bôn, Hiên No, Hiên Nhiều, Hiên Ngật, Hiên Giáo, Hiên Lừng, Hiên Ràng, Hiên Đào (các xã này trước thuộc nha đại diện hành chính Bến Hiên), Bến Đá Giằng, Bến Đá Hầm, Bến Đá Dung, Bến Đá Bác, Bến Tài Hoa, Bà Giấu, Trà Đê, Kà Di, À Giá, À Rái (các xã này trước thuộc nha đại diện hành chính Bến Giằng), Lộc Ninh, Lộc Vĩnh, Lộc Bình (các xã này trước thuộc quận Đại Lộc). |
| 12                                   | Phước Sơn (quận lỵ Đông An)                | Các xã: Phước Ninh, Phước Hòa, Phước Hảo, Phước Khánh, Phước Khương, Phước Lộc, Phước Thọ (các xã này trước thuộc nha đại diện hành chính Phước Sơn), Sơn Bình, Sơn Tân, Sơn Hiệp, Sơn Phước, Sơn Tây, Sơn Tú, Sơn Lợi (các xã này trước thuộc quận Quế Sơn). |
| Tổng cộng: 12 quận, 226 xã           |                                            | |

Ngày 9 tháng 7 năm 1958, Bộ trưởng Nội vụ Việt Nam Cộng hòa ban hành Nghị định số 369- BNV/HC/NĐ. Theo đó, thành lập xã Kok và xã P.Nus. thuộc quận Trà My, tỉnh Quảng Nam.
Ngày 9 tháng 1 năm 1959, Bộ trưởng Nội vụ Việt Nam Cộng hòa ban hành Nghị định số 35-BNV/NC/8/NĐ. Theo đó, xã Lộc Thái và xã Lộc Thọ thuộc quận Đại Lộc, tỉnh Quảng Nam, nay sáp nhập thành một xã lấy tên là xã Lộc Mỹ. Xã Lộc Thủy và xã Lộc Thắng thuộc quận Đại Lộc, tỉnh Quảng Nam, nay sáp nhập thành một xã lấy tên là xã Lộc Quang.
Ngày 2 tháng 3 năm 1959, Tổng thống Việt Nam Cộng hòa ban hành Nghị định số 74-NV. Theo đó, quận thuộc tỉnh Quảng Nam gần đây tạm gọi là Hiên Giằng nay đặt tên là Thường Đức. Quận tạm gọi là Phước Sơn nay đặt tên là Hiệp Đức. Quận tạm gọi là Trà My nay đặt tên là Hậu Đức. Quận tạm gọi là Hòa Tân nay đặt tên là Hiếu Đức. Quận lỵ Thường Đức đặt tại Kim Xuyên.
Ngày 9 tháng 10 năm 1959, Tổng thống Việt Nam Cộng hòa ban hành Nghị định số 1345-BNV/NC/8. Theo đó, sáp nhập xã Phước Ngọc và xã Phước Lãnh thuộc quận Tiên Phước, tỉnh Quảng Nam, thành một xã lấy tên mới là xã Phước Châu.
Ngày 29 tháng 10 năm 1959, Tổng thống Việt Nam Cộng hòa ban hành Nghị định số 1454-BNV/NC8/NĐ. Theo đó, bãi bỏ xã Bình Phương thuộc quận Thăng Bình trong danh sách các đơn vị hành chính tỉnh Quảng Nam. Địa phận xã Bình Phương được sáp nhập vào hai xã: Bình Trung và Bình Tú cùng quận.
Ngày 24 tháng 11 năm 1959, Tổng thống Việt Nam Cộng hòa ban hành Nghị định số 1607-BNV/NC8/NĐ. Theo đó, thành lập các xã Hòa Hạ, Hòa Lâm, Hòa Vân và Hòa Sơn đặt trực thuộc quận Hiếu Đức, tỉnh Quảng Nam.
Ngày 16 tháng 12 năm 1959, Tổng thống Việt Nam Cộng hòa ban hành Nghị định số 1702-BNV/NC8/NĐ. Theo đó, sáp nhập xã Phước Long thuộc quận Tiên Phước, tỉnh Quảng Nam vào quận Tam Kỳ cùng tỉnh.
Ngày 19 tháng 2 năm 1960, Tổng thống Việt Nam Cộng hòa ban hành Nghị định số 195-BNV/NC8/N. Theo đó, xã Kỳ Hà, thuộc quận Tam Kỳ tỉnh Quảng Nam chia ra làm ba xã riêng biệt: Kỳ Hà, Kỳ Xuân và Kỳ Hòa.
Ngày 27 tháng 10 năm 1960, Tổng thống Việt Nam Cộng hòa ban hành Nghị định số 1420-BNV/NC8/NĐ. Theo đó, xã Lộc Thuận và Lộc Xuân thuộc quận Đại Lộc, tỉnh Quảng Nam, nay được sáp nhập lại thành một xã mới, lấy tên xã Lộc Hưng. Xã Lộc Khương và Lộc Phú cùng quận, nay được sáp nhập lại thành một xã mới, lấy tên là xã Lộc Phong.
Ngày 13 tháng 7 năm 1961, Tổng thống Việt Nam Cộng hòa ban hành Sắc lệnh số 174-NV. Theo đó, quần đảo Hoàng Sa, trước kia thuộc tỉnh Thừa Thiên, nay đặt thuộc tỉnh Quảng Nam. Một đơn vị hành chính xã bao gồm trọn quần đảo này được thành lập và lấy danh hiệu là xã Định Hải, trực thuộc quận Hòa Vang.
Ngày 23 tháng 7 năm 1962, Tổng thống Việt Nam Cộng hòa ban hành Sắc lệnh số 157-NV. Theo đó, sáp nhập vào thành phố Đà Nẵng những phần đất sau đây trước thuộc địa phận tỉnh Quảng Nam: một phần đất của thôn Hòa Phú, thuộc xã Hòa Minh, quận Hòa Vang; thôn Thanh Khê Tây thuộc xã Hòa Minh quận Hòa Vang; tất cả phần đất quận Hòa Vang bao bọc thành phố Đà Nẵng về phía Nam và Tây Nam để mở rộng phi trường Đà Nẵng và lập khu quân sự bao bọc phi trường nầy, kể cả xã Hòa Thuận và một phần đất thôn Hòa An (xã Hòa Phát); thôn An Thượng và thôn Mỹ Quang kế cận xã Hòa Long, quận Hòa Vang.
Ngày 31 tháng 7 năm 1962, Tổng thống Việt Nam Cộng hòa ban hành Sắc lệnh số 162-NV. Theo đó, chuyển các quận Thăng Bình, quận Tiên Phước, quận Tam Kỳ, quận Hậu Đức, quận Hiệp Đức (trừ xã Sơn Lợi, vùng Núi Giang, Núi Vang Brai và phần đất phía Bắc xã Phước Hảo được sáp nhập vào quận Quế Sơn, tỉnh Quảng Nam), một phần đất phía Đông Nam quận Thường Đức, nay sáp nhập vào quận Hiệp Đức về tỉnh Quảng Tín mới lập.
Ngày 20 tháng 10 năm 1962, Tổng thống Việt Nam Cộng hòa ban hành Nghị định số 1130-NV. Theo đó, thành lập tại tỉnh Quảng Nam một quận mới lấy tên là quận Đức Dục, quận lỵ đặt tại An Hòa. Địa giới quận Đức Dục gồm có: các xã Lộc Sơn, Lộc Quý, Lộc Thành, vùng Núi Hữu Trinh và Núi An Bằng (trước thuộc quận Đại Lộc), các xã Xuyên Thu, Xuyên Phú (trước thuộc quận Duy Xuyên), các xã Sơn Phúc, Sơn Thọ, Sơn Khương, Sơn Ninh, Sơn Thuận, Sơn Lợi, một phần đất phía bắc xã Phước Hảo, vùng Nông Sơn, vùng Núi Giang và núi Vang Brai (trước thuộc quận Quế Sơn).
Ngày 14 tháng 12 năm 1962, Tổng thống Việt Nam Cộng hòa ban hành Nghị định số 1321-NV. Theo đó, dời quận lỵ Đại Lộc, tỉnh Quảng Nam từ xã Lộc Mỹ đến Ái Nghĩa.
Ngày 19 tháng 7 năm 1963, Tổng thống Việt Nam Cộng hòa ban hành Nghị định số 584-NV. Theo đó, thành lập tại tỉnh Quảng Nam một quận mới lấy tên là quận Hiếu Nhơn, quận lỵ đặt tại xã Cẩm Châu. Địa giới quận Hiếu Nhơn gồm có: các xã: Hội An, Cẩm Hà, Cẩm Thanh, Cẩm Châu, Cẩm Nam, Cẩm Kim, Cẩm Hải, Cẩm An (kể cả cù lao Chàm) (trước thuộc quận Điện Bàn), xã Xuyên Long (trước thuộc quận Duy Xuyên, gồm xã Xuyên Long và xóm Hà Bình thuộc thôn Bàn Thạch, xã Xuyên An).
Ngày 4 tháng 5 năm 1964, Tổng trưởng Nội vụ Việt Nam Cộng hòa ban hành Nghị định số 519-BNV/NC. Theo đó, sáp nhập vào quận Hiệp Đức tỉnh Quảng Nam, xã Bình Sơn nguyên thuộc quận Thăng Bình cùng tỉnh.
Ngày 22 tháng 2 năm 1968, Thủ tướng Chính phủ Việt Nam Cộng hòa ban hành Nghị định số 141-NĐ/NV. Theo đó, thiết lập cơ sở phái viên hành chánh lấy tên là Sơn Phú trực thuộc quận Quế Sơn, tỉnh Quảng Nam. Phạm vi của cơ sở phái viên hành chánh Sơn Phú, gồm 6 xã kể sau: Phú Hương, Phú Hiệp, Phú Thọ, Phú Diên, Phú Phong, Phú Thạnh.
Ngày 25 tháng 3 năm 1969, Thủ tướng Chính phủ Việt Nam Cộng hòa ban hành Nghị định số 352-NĐ/NV. Theo đó, bãi bỏ cơ sở phái viên hành chánh Sơn Phú trực thuộc quận Quế Sơn, tỉnh Quảng Nam. Các xã nguyên thuộc cơ sở phái viên hành chánh Sơn Phú được đặt trực thuộc quận Quế Sơn cùng tỉnh.
Ngày 21 tháng 10 năm 1969, Tổng trưởng Nội vụ Việt Nam Cộng hòa ban hành Nghị định số 709-BNV/HCĐP/26. Theo đó, sáp nhập xã Định Hải thuộc quận Hòa Vang, tỉnh Quảng Nam vào xã Hòa Long cùng quận.
Ngày 19 tháng 11 năm 1973, Thủ tướng Chính phủ Việt Nam Cộng hòa ban hành Nghị định số 836-NĐ/NV. Theo đó, dời quận lỵ Quế Sơn tỉnh Quảng Nam từ xã Sơn Thành đến xã Sơn Thượng.

#### Thành phốĐà Nẵng- Thị xãĐà Nẵng
Ngày 23 tháng 7 năm 1962, Tổng thống Việt Nam Cộng hòa ban hành Sắc lệnh số 157-NV. Theo đó, sáp nhập vào thành phố Đà Nẵng những phần đất sau đây trước thuộc địa phận tỉnh Quảng Nam: một phần đất của thôn Hòa Phú, thuộc xã Hòa Minh, quận Hòa Vang; thôn Thanh Khê Tây thuộc xã Hòa Minh quận Hòa Vang; tất cả phần đất quận Hòa Vang bao bọc thành phố Đà Nẵng về phía Nam và Tây Nam để mở rộng phi trường Đà Nẵng và lập khu quân sự bao bọc phi trường nầy, kể cả xã Hòa Thuận và một phần đất thôn Hòa An (xã Hòa Phát); thôn An Thượng và thôn Mỹ Quang kế cận xã Hòa Long, quận Hòa Vang.
Ngày 31 tháng 5 năm 1964, Thủ tướng Chính phủ Việt Nam Cộng hòa ban hành Sắc lệnh số 203c-NV. Theo đó, đổi thành phố Đà Nẵng thành thị xã.
Ngày 27 tháng 12 năm 1966, Chủ tịch Ủy ban Hành pháp Trung ương Việt Nam Cộng hòa ban hành Nghị định số 2465-NĐ/ĐUHC. Theo đó, địa phận thị xã Đà Nẵng được chia ra thành ba quận. Ranh giới mỗi quận được ấn định như sau:
1. Quận Nhứt: Bờ hữu ngạn sông Hàn từ vịnh Đà Nẵng đến điểm giao tiếp với ranh xã Hòa Cường, tỉnh Quảng Nam, ranh xã Hòa Cường và xã Hòa Thọ tỉnh Quảng Nam, đường Trưng Nữ Vương, ranh phi trường, đường hỏa xa, các đường Ông Ích Khiêm, Khải Định, Đinh Tiên hoàng, Kiệt 1 đường Đinh Tiên hoàng và vịnh Đà Nẵng. Các đoạn đường và ranh giới phi trường ghi trên thuộc phạm vi quận Nhứt.
2. Quận Nhì: Kiệt 1 đường Đinh Tiên hoàng, các đường Đinh Tiên hoàng, Khải Định, Ông Ích Khiêm, đường hỏa xa, ranh phi trường, đường Trưng Nữ Vương ranh các xã Hòa Thọ, Hòa Phát và Hòa Minh tỉnh Quảng Nam và vịnh Đà Nẵng.
3. Quận Ba: Biển Nam Hải, ranh các xã Hòa Long và Hòa Cương tỉnh Quảng Nam, bờ hữu ngạn sông Hàn và vịnh Đà Nẵng.

Ngày 22 tháng 8 năm 1972, Tổng trưởng Nội vụ Việt Nam Cộng hòa ban hành Nghị định số 553-BNV/HCĐP/NĐ. Theo đó, cải danh khu phố tại các thị xã thành phường.
Ngày 5 tháng 1 năm 1973, Tổng trưởng Nội vụ Việt Nam Cộng hòa ban hành Nghị định số 6-BNV/HCĐP/NĐ. Theo đó, địa phận thị xã Đà Nẵng được chia lại thành 19 phường thuộc 3 quận, với danh xưng như sau:
| Đơn vị hành chánh thuộc thị xã Đà Nẵng | Đơn vị hành chánh thuộc thị xã Đà Nẵng | Đơn vị hành chánh thuộc thị xã Đà Nẵng                                                    |
| Số thứ tự                              | Quận                                   | Phường                                                                                    |
| -------------------------------------- | -------------------------------------- | ----------------------------------------------------------------------------------------- |
| 1                                      | Quận Nhứt                              | 7 phường: Thiện Bình, Xương Bình, Thạch Thang, Hải Châu, Nam Phước, Bình Hiên, Hòa Thuận. |
| 2                                      | Quận Nhì                               | 5 phường: Thạc Gián, Chính Gián, Hà Tam Xuân, Thanh Lộc Đán, An Khê.                      |
| 3                                      | Quận Ba                                | 7 phường: Nam Thọ, Mân Quang, Nại Nghĩa, Mân Thái, Phước Mỹ, An Hải Bắc, An Hải Nam.      |

#### TỉnhQuảng Tín
Ngày 31 tháng 7 năm 1962, Tổng thống Việt Nam Cộng hòa ban hành Sắc lệnh số 162-NV. Theo đó, thành lập trong địa hạt tỉnh Quảng Nam một tỉnh mới lấy tên là tỉnh Quảng Tín, tỉnh lỵ đặt tại Tam Kỳ. Địa giới tỉnh Quảng Tín gồm có: quận Thăng Bình, quận Tiên Phước, quận Tam Kỳ, quận Hậu Đức, quận Hiệp Đức (trừ xã Sơn Lợi, vùng Núi Giang, Núi Vang Brai và phần đất phía Bắc xã Phước Hảo được sáp nhập vào quận Quế Sơn, tỉnh Quảng Nam), một phần đất phía Đông Nam quận Thường Đức, nay sáp nhập vào quận Hiệp Đức.
Ngày 19 tháng 7 năm 1963, Tổng thống Việt Nam Cộng hòa ban hành Nghị định số 587-NV. Theo đó, thành lập tại phần đất phía Nam quận Tam Kỳ, tỉnh Quảng Tín, một quận mới lấy tên là quận Lý Tín, quận lỵ đặt tại Văn Trai, xã Kỳ Khương.
| Đơn vị hành chánh của tỉnh Quảng Tín | Đơn vị hành chánh của tỉnh Quảng Tín | Đơn vị hành chánh của tỉnh Quảng Tín |
| Số thứ tự                            | Quận                                 | Xã |
| ------------------------------------ | ------------------------------------ | --- |
| 1                                    | Lý Tín                               | 11 xã: Kỳ Trung, Kỳ Hưng, Kỳ Bình, Kỳ Thanh, Kỳ Chánh, Kỳ Hòa, Kỳ Hà, Kỳ Xuân, Kỳ Khương, Kỳ Sanh, Kỳ Liên                                     |
| 2                                    | Tam Kỳ                               | 16 xã: Tam Kỳ, Kỳ Anh, Kỳ Bình, Kỳ Phú, Kỳ An, Kỳ Mỹ, Kỳ Quế, Kỳ Sơn, Kỳ Trà, Kỳ Lý, Kỳ Thịnh, Kỳ Hương, Kỳ Nghĩa, Kỳ Yên, Kỳ Long, Phước Long |

Ngày 26 tháng 2 năm 1966, Chủ tịch Ủy ban Hành pháp Trung ương Việt Nam Cộng hòa ban hành Nghị định số 323-NĐ/NV. Theo đó, bãi bỏ quận Hiệp Đức trong danh sách các đơn vị hành chính thuộc tỉnh Quảng Tín. Các xã của quận Hiệp Đức được tạm thời giao thuộc quyền quản trị của quận Tam Kỳ cùng tỉnh.
Ngày 7 tháng 12 năm 1966, Chủ tịch Ủy ban Hành pháp Trung ương Việt Nam Cộng hòa ban hành Nghị định số 2286-NĐ/ĐUHC.Theo đó, sáp nhập vào quận Tam Kỳ tỉnh Quảng Tín, 3 xã Kỳ Hưng, Kỳ Bích và Kỳ Trung nguyên thuộc quận Lý Tín cùng tỉnh.
Ngày 25 tháng 4 năm 1974, Tổng trưởng Nội vụ Việt Nam Cộng hòa ban hành Nghị định số 207-BNV/HCĐP/26.X. Theo đó, sáp nhập hải đảo Hòn Ông vào xã Bình Dương, quận Thăng Bình, tỉnh Quảng Tín.

## Giai đoạn 1975 - 2025

### Thành phốĐà Nẵng
- Quyết định của Quốc hội nước Cộng hòa Xã hội chủ nghĩa Việt Nam ngày 6 tháng 11 năm 1996 chia tỉnh Quảng Nam - Đà Nẵng thành tỉnh Quảng Nam và thành phố Đà Nẵng trực thuộc Trung ương.[32] Thành phố Đà Nẵng có diện tích 942,46 km² với số dân 663.115 người, gồm thành phố Đà Nẵng trực thuộc tỉnh, huyện Hòa Vang và huyện đảo Hoàng Sa.

#### Năm 1997: Nghị định 7/1997/NĐ-CP
- Nghị định 7/1997/NĐ-CP[33] ngày 23 tháng 1 năm 1997 của Chính phủ về việc thành lập đơn vị hành chính trực thuộc thành phố Đà Nẵng:
- Quận Hải Châu

1. Thành lập quận Hải Châu trên cơ sở toàn bộ diện tích tự nhiên và dân số của các phường: Hải Châu I, Hải Châu II, Thạch Thang, Thanh Bình, Thuận Phước, Bình Thuận, Hoà Thuận, Nam Dương, Phước Ninh, Bình Hiên, Hoà Cường, Khuê Trung (thuộc Khu vực I thành phố Đà Nẵng cũ).
2. Quận Hải Châu có 2.373 ha diện tích tự nhiên và 203.264 nhân khẩu, gồm 12 phường.
3. Địa giới hành chính quận Hải Châu: đông giáp quận Sơn Trà; tây giáp quận Thanh Khê; bắc giáp vịnh Đà Nẵng; nam giáp huyện Hòa Vang.

- Quận Thanh Khê

1. Thành lập quận Thanh Khê trên cơ sở toàn bộ diện tích tự nhiên và dân số của các phường: An Khê, Thanh Lộc Đán, Xuân Hà, Tam Thuận, Chính Gián, Thạc Gián, Tân Chính, Vĩnh Trung (thuộc Khu vực II thành phố Đà Nẵng cũ).
2. Quận Thanh Khê có 928 ha diện tích tự nhiên và 146.241 nhân khẩu, gồm 8 phường.
3. Địa giới hành chính quận Thanh Khê: đông và nam giáp quận Hải Châu; tây giáp huyện Hòa Vang; bắc giáp vịnh Đà Nẵng.

- Quận Sơn Trà

1. Thành lập quận Sơn Trà trên cơ sở toàn bộ diện tích tự nhiên và dân số các phường An Hải Tây, An Hải Bắc, An Hải Đông, Nại Hiên Đông, Mân Thái, Phước Mỹ, Thọ Quang (thuộc Khu vực III thành phố Đà Nẵng cũ).
2. Quận Sơn Trà có 5.972 ha diện tích tự nhiên và 96.756 nhân khẩu, gồm 7 phường.
3. Địa giới hành chính quận Sơn Trà: đông và bắc giáp Biển Đông; tây giáp quận Hải Châu; nam giáp quận Ngũ Hành Sơn.

- Quận Ngũ Hành Sơn

1. Thành lập quận Ngũ Hành Sơn trên cơ sở toàn bộ diện tích tự nhiên và dân số của phường Bắc Mỹ An (thuộc Khu vực III thành phố Đà Nẵng cũ) và hai xã Hòa Quý, Hòa Hải (thuộc huyện Hòa Vang cũ).
2. Thành lập phường Hòa Quý trên cơ sở toàn bộ diện tích tự nhiên và dân số của xã Hòa Quý gồm 1.351 ha và 8.793 nhân khẩu.
3. Thành lập phường Hòa Hải trên cơ sở toàn bộ diện tích tự nhiên và dân số của xã Hòa Hải gồm 1.412 ha và 9.618 nhân khẩu.
4. Quận Ngũ Hành Sơn có 3.672 ha diện tích tự nhiên và 32.533 nhân khẩu gồm 3 phường: Bắc Mỹ An, Hoà Quý và Hoà Hải.
5. Địa giới hành chính quận Ngũ Hành Sơn: đông giáp Biển Đông; tây giáp huyện Hòa Vang; nam giáp tỉnh Quảng Nam; bắc giáp quận Sơn Trà.

- Quận Liên Chiểu

1. Thành lập Quận Liên Chiểu trên cơ sở toàn bộ diện tích tự nhiên và dân số của các xã Hòa Hiệp, Hòa Khánh, Hòa Minh (thuộc huyện Hòa Vang cũ).
2. Thành lập phường Hòa Hiệp trên cơ sở toàn bộ diện tích tự nhiên và dân số của xã Hòa Hiệp gồm 5.015 ha và 20.565 nhân khẩu.
3. Thành lập phường Hòa Khánh trên cơ sở toàn bộ diện tích tự nhiên và dân số của xã Hòa Khánh gồm 1.840 ha và 21.844 nhân khẩu.
4. Thành lập phường Hòa Minh trên cơ sở toàn bộ diện tích tự nhiên và dân số của xã Hòa Minh gồm 717 ha và 9.870 nhân khẩu.
5. Quận Liên Chiểu có 7.572 ha diện tích tự nhiên và 52.279 nhân khẩu, gồm 3 phường: Hòa Hiệp, Hòa Khánh và Hòa Minh.
6. Địa giới hành chính quận Liên Chiểu: Đông giáp vịnh Đà Nẵng; tây và nam giáp huyện Hòa Vang; bắc giáp tỉnh Thừa Thiên Huế.

- Huyện Hòa Vang

1. Sau khi điều chỉnh địa giới hành chính, huyện Hoà Vang có 73.749 ha diện tích tự nhiên và 132.042 nhân khẩu, gồm 14 xã: Hòa Tiến, Hòa Sơn, Hòa Phát, Hòa Thọ, Hòa Châu, Hòa Phước, Hòa Liên, Hòa Xuân, Hòa Nhơn, Hòa Phong, Hòa Khương, Hòa Bắc, Hòa Ninh, Hòa Phú.
2. Địa giới hành chính huyện Hòa Vang: đông giáp các quận Liên Chiểu, Thanh Khê, Hải Châu, Ngũ Hành Sơn; tây và nam giáp tỉnh Quảng Nam; bắc giáp tỉnh Thừa Thiên Huế.
3. Sau khi điều chỉnh địa giới hành chính thành phố Đà Nẵng có 5 quận: Hải Châu, Thanh Khê, Sơn Trà, Ngũ Hành Sơn, Liên Chiểu và 2 huyện Hòa Vang, Hoàng Sa.

#### Năm 2005: Nghị định 24/2002/NĐ-CP
- Nghị định 24/2002/NĐ-CP[34] ngày 2 tháng 3 năm 2005 của Chính phủ về việc thành lập phường thuộc các quận Hải Châu, Liên Chiểu và Ngũ Hành Sơn, thành phố Đà Nẵng:
- Quận Hải Châu

1. Chia phường Hòa Cường thuộc quận Hải Châu thành phường Hòa Cường Nam và phường Hòa Cường Bắc. Phường Hoà Cường Nam có 245 ha diện tích tự nhiên và 12.704 nhân khẩu. Phường Hoà Cường Bắc có 317 ha diện tích tự nhiên và 19.591 nhân khẩu.
2. Chia phường Hòa Thuận thuộc quận Hải Châu thành phường Hòa Thuận Đông và phường Hòa Thuận Tây. Phường Hoà Thuận Đông có 95 ha diện tích tự nhiên và 14.566 nhân khẩu. Phường Hoà Thuận Tây có 833 ha diện tích tự nhiên và 12.652 nhân khẩu.

- Quận Liên Chiểu

1. Chia phường Hòa Hiệp thuộc quận Liên Chiểu thành phường Hòa Hiệp Nam và phường Hòa Hiệp Bắc. Phường Hoà Hiệp Nam có 749 ha diện tích tự nhiên và 13.555 nhân khẩu. Phường Hoà Hiệp Bắc có 4.266 ha diện tích tự nhiên và 11.671 nhân khẩu.
2. Chia phường Hòa Khánh thuộc quận Liên Chiểu thành phường Hòa Khánh Nam và phường Hòa Khánh Bắc. Phường Hoà Khánh Nam có 870 ha diện tích tự nhiên và 11.375 nhân khẩu. Phường Hoà Khánh Bắc có 970 ha diện tích tự nhiên và 19.630 nhân khẩu.

- Quận Ngũ Hành Sơn

1. Chia phường Bắc Mỹ An thuộc quận Ngũ Hành Sơn thành phường Mỹ An và phường Khuê Mỹ. Phường Mỹ An có 340 ha diện tích tự nhiên và 13.188 nhân khẩu. Phường Khuê Mỹ có 549 ha diện tích tự nhiên và 10.824 nhân khẩu.

#### Năm 2005: Nghị định 102/2005/NĐ-CP
Nghị định 102/2005/NĐ-CP ngày 5 tháng 8 năm 2005 của Chính phủ về việc thành lập phường, xã thuộc quận Thanh Khê và huyện Hòa Vang, thành lập quận Cẩm Lệ của thành phố Đà Nẵng:
- Quận Thanh Khê

1. Điều chỉnh 19,20 ha diện tích tự nhiên và 2.815 nhân khẩu của phường An Khê thuộc quận Thanh Khê về phường Thanh Lộc Đán quản lý.
2. Điều chỉnh 32 ha diện tích tự nhiên và 5.742 nhân khẩu của phường Thanh Lộc Đán thuộc quận Thanh Khê về phường An Khê quản lý.
3. Thành lập phường Hoà Khê thuộc quận Thanh Khê trên cơ sở 161,80 ha diện tích tự nhiên và 14.454 nhân khẩu của phường An Khê.
4. Chia phường Thanh Lộc Đán thuộc quận Thanh Khê thành phường Thanh Khê Đông và phường Thanh Khê Tây. Phường Thanh Khê Đông có 82,40 ha diện tích tự nhiên và 12.754 nhân khẩu. Phường Thanh Khê Tây có 121,80 ha diện tích tự nhiên và 11.941 nhân khẩu.

- Huyện Hòa Vang

1. Thành lập xã Hòa An thuộc huyện Hòa Vang trên cơ sở 381,66 ha diện tích tự nhiên và 12.890 nhân khẩu của xã Hòa Phát.
2. Chia xã Hòa Thọ thuộc huyện Hòa Vang thành xã Hòa Thọ Đông và xã Hòa Thọ Tây. Xã Hòa Thọ Đông có 234,84 ha diện tích tự nhiên và 11.151 nhân khẩu. Xã Hòa Thọ Tây có 871,16 ha diện tích tự nhiên và 8.758 nhân khẩu.

- Huyện Hòa Vang, quận Hải Châu, quận Cẩm Lệ

1. Thành lập quận Cẩm Lệ trên cơ sở toàn bộ diện tích tự nhiên và dân số của các xã Hòa Thọ Đông, Hòa Thọ Tây, Hòa Phát, Hòa An, Hòa Xuân thuộc huyện Hòa Vang, toàn bộ diện tích tự nhiên và dân số của phường Khuê Trung thuộc quận Hải Châu.
2. Thành lập các phường thuộc quận Cẩm Lệ:
  1. Thành lập phường Hòa Thọ Đông trên cơ sở toàn bộ diện tích tự nhiên và dân số của xã Hòa Thọ Đông. Phường Hòa Thọ Đông có 234,84 ha diện tích tự nhiên và 11.151 nhân khẩu.
  2. Thành lập phường Hòa Thọ Tây trên cơ sở toàn bộ diện tích tự nhiên và dân số của xã Hòa Thọ Tây. Phường Hòa Thọ Tây có 871,16 ha diện tích tự nhiên và 8.758 nhân khẩu.
  3. Thành lập phường Hòa An trên cơ sở toàn bộ diện tích tự nhiên và dân số của xã Hòa An. Phường Hòa An có 381,66 ha diện tích tự nhiên và 12.890 nhân khẩu.
  4. Thành lập phường Hòa Phát trên cơ sở toàn bộ diện tích tự nhiên và dân số của xã Hòa Phát. Phường Hòa Phát có 538,34 ha diện tích tự nhiên và 9.261 nhân khẩu.
  5. Thành lập phường Hòa Xuân trên cơ sở toàn bộ diện tích tự nhiên và dân số của xã Hòa Xuân. Phường Hòa Xuân có 990 ha diện tích tự nhiên và 12.605 nhân khẩu.
3. Sau khi thành lập các phường thuộc quận Cẩm Lệ:
  1. Quận Cẩm Lệ có 3.330 ha diện tích tự nhiên và 71.429 nhân khẩu, có 6 đơn vị hành chính trực thuộc là các phường Khuê Trung, Hòa Thọ Đông, Hòa Thọ Tây, Hòa An, Hòa Phát, Hòa Xuân.
  2. Huyện Hòa Vang còn lại 70.733 ha diện tích tự nhiên và 106.746 nhân khẩu, có 11 đơn vị hành chính trực thuộc gồm các xã Hòa Tiến, Hòa Châu, Hòa Phước, Hòa Nhơn, Hòa Khương, Hòa Phong, Hòa Phú, Hòa Ninh, Hòa Liên, Hòa Sơn, Hòa Bắc.
  3. Quận Hải Châu còn lại 2.059 ha diện tích tự nhiên và 198.829 nhân khẩu, có 13 đơn vị hành chính trực thuộc là các phường Hòa Cường Nam, Hòa Cường Bắc, Hòa Thuận Đông, Hòa Thuận Tây, Bình Thuận, Bình Hiên, Nam Dương, Phước Ninh, Hải Châu 1, Hải Châu 2, Thạch Thang, Thanh Bình, Thuận Phước.
  4. Thành phố Đà Nẵng có 8 đơn vị hành chính trực thuộc là các quận Liên Chiểu, Thanh Khê, Hải Châu, Sơn Trà, Ngũ Hành Sơn, Cẩm Lệ và các huyện Hòa Vang, Hoàng Sa.

#### Năm 2024: Nghị quyết số 144/NQ-CP
- Nghị quyết số 144/NQ-CP[36] ngày 18 tháng 9 năm 2024 của Chính phủ về việc xác định địa giới đơn vị hành chính giữa tỉnh Thừa Thiên Huế và thành phố Đà Nẵng do lịch sử để lại:

Tỉnh Thừa Thiên Huế, thành phố Đà Nẵng:
1. Đường địa giới giữa tỉnh Thừa Thiên Huế và thành phố Đà Nẵng tại khu vực núi Hải Vân và hòn Sơn Chà giáp ranh giữa thị trấn Lăng Cô, huyện Phú Lộc, tỉnh Thừa Thiên Huế và phường Hòa Hiệp Bắc, quận Liên Chiểu, thành phố Đà Nẵng nằm trên 02 mảnh bản đồ địa hình hệ tọa độ quốc gia VN-2000, tỷ lệ 1:10.000 do Bộ Tài nguyên và Môi trường thành lập năm 2009, có phiên hiệu là E-49-85-C-b-1 và E-49-85-C-b-2 (bản đồ kèm theo); đường địa giới được xác định từ đỉnh cao 691,5 m (là điểm địa giới đã được hai tỉnh, thành phố thống nhất), theo hướng chung Đông Bắc, đường địa giới đi theo sống núi, qua các đỉnh cao 241,4 m; 341,8 m; 360,5 m đến đỉnh cao 295,3 m; chuyển hướng Đông - Đông Nam, sau chuyển hướng Đông - Đông Bắc, đường địa giới đi theo sống núi, qua các đỉnh cao 253,9 m; 207,2 m; 196,0 m; 246,7 m; 256,3 m; 257,8 m; 256,3 m và tiếp tục đi theo sống núi đến mũi Cửa Khẻm, ra Biển Đông.
2. Hòn Sơn Chà giao thành phố Đà Nẵng quản lý.

#### Năm 2024: Nghị quyết số 1251/NQ-UBTVQH15
Nghị quyết số 1251/NQ-UBTVQH15 ngày 24 tháng 10 năm 2024 của Ủy ban Thường vụ Quốc hội về việc sắp xếp đơn vị hành chính cấp huyện, cấp xã của thành phố Đà Nẵng giai đoạn 2023 – 2025 (nghị quyết có hiệu lực từ ngày 1 tháng 1 năm 2025):
- Sắp xếp quận Liên Chiểu, quận Thanh Khê và các đơn vị hành chính cấp xã trực thuộc:
  - Điều chỉnh một phần diện tích tự nhiên là 1,03 km², quy mô dân số là 15.220 người của phường Hòa Minh, quận Liên Chiểu để nhập vào phường Thanh Khê Tây, quận Thanh Khê. Sau khi điều chỉnh:
    - Quận Liên Chiểu có diện tích tự nhiên là 80,96 km² và quy mô dân số là 166.832 người.
    - Phường Hòa Minh có diện tích tự nhiên là 6,65 km² và quy mô dân số là 43.060 người.
    - Quận Thanh Khê có diện tích tự nhiên là 10,50 km² và quy mô dân số là 236.754 người.
    - Phường Thanh Khê Tây có diện tích tự nhiên là 2,38 km² và quy mô dân số là 36.444 người.
- Sắp xếp các đơn vị hành chính cấp xã thuộc quận Thanh Khê:
  - Sáp nhập toàn bộ diện tích tự nhiên là 0,88 km², quy mô dân số là 25.019 người của phường Hòa Khê vào phường Thanh Khê Đông. Sau khi nhập, phường Thanh Khê Đông có diện tích tự nhiên là 1,71 km² và quy mô dân số là 42.931 người.
  - Sáp nhập toàn bộ diện tích tự nhiên là 0,58 km², quy mô dân số là 19.482 người của phường Tam Thuận vào phường Xuân Hà. Sau khi nhập, phường Xuân Hà có diện tích tự nhiên là 1,43 km² và quy mô dân số là 40.827 người.
  - Sáp nhập toàn bộ diện tích tự nhiên là 0,51 km², quy mô dân số là 20.174 người của phường Vĩnh Trung vào phường Thạc Gián. Sau khi nhập, phường Thạc Gián có diện tích tự nhiên là 1,29 km² và quy mô dân số là 41.802 người.
  - Sáp nhập toàn bộ diện tích tự nhiên là 0,37 km², quy mô dân số là 16.855 người của phường Tân Chính vào phường Chính Gián. Sau khi nhập, phường Chính Gián có diện tích tự nhiên là 1,10 km² và quy mô dân số là 41.230 người.
- Sau khi sắp xếp:
  - Quận Liên Chiểu có 5 phường: Hòa Hiệp Bắc, Hòa Hiệp Nam, Hòa Khánh Bắc, Hòa Khánh Nam, Hòa Minh.
  - Quận Thanh Khê có 6 phường: An Khê, Chính Gián, Thạc Gián, Thanh Khê Đông, Thanh Khê Tây, Xuân Hà.
- Sắp xếp các đơn vị hành chính cấp xã thuộc quận Hải Châu:
  - Sáp nhập toàn bộ diện tích tự nhiên là 0,24 km², quy mô dân số là 9.690 người của phường Nam Dương và toàn bộ diện tích tự nhiên là 0,49 km², quy mô dân số là 13.705 người của phường Bình Hiên vào phường Phước Ninh. Sau khi nhập, phường Phước Ninh có diện tích tự nhiên là 1,27 km² và quy mô dân số là 35.062 người.
  - Sáp nhập toàn bộ diện tích tự nhiên là 1,14 km², quy mô dân số là 19.052 người của phường Hòa Thuận Đông vào phường Bình Thuận. Sau khi nhập, phường Bình Thuận có diện tích tự nhiên là 1,72 km² và quy mô dân số là 34.084 người.
  - Thành lập phường Hải Châu trên cơ sở nhập toàn bộ diện tích tự nhiên là 0,95 km², quy mô dân số là 18.146 người của phường Hải Châu I và toàn bộ diện tích tự nhiên là 0,36 km², quy mô dân số 16.875 người của phường Hải Châu II. Sau khi thành lập, phường Hải Châu có diện tích tự nhiên là 1,31 km² và quy mô dân số là 35.021 người.
  - Điều chỉnh một phần diện tích tự nhiên là 0,19 km² của phường Thuận Phước để nhập vào phường Thanh Bình. Sau khi điều chỉnh, phường Thanh Bình có diện tích tự nhiên là 1,76 km² và quy mô dân số là 21.283 người.
  - Sau khi điều chỉnh, phường Thuận Phước có diện tích tự nhiên là 2,21 km² và quy mô dân số là 19.630 người.
- Sau khi sắp xếp, quận Hải Châu có 9 phường.
- Sắp xếp đơn vị hành chính cấp xã thuộc quận Sơn Trà:
  - Thành lập phường An Hải Nam trên cơ sở nhập toàn bộ diện tích tự nhiên là 0,82 km², quy mô dân số là 21.372 người của phường An Hải Đông và toàn bộ diện tích tự nhiên là 1,53 km², quy mô dân số là 13.122 người của phường An Hải Tây. Sau khi thành lập, phường An Hải Nam có diện tích tự nhiên là 2,35 km² và quy mô dân số là 34.494 người.
  - Điều chỉnh một phần diện tích tự nhiên là 0,57 km², quy mô dân số là 10.004 người của phường Thọ Quang để nhập vào phường Mân Thái. Sau khi điều chỉnh, phường Mân Thái có diện tích tự nhiên là 1,74 km² và quy mô dân số là 29.935 người.
  - Sau khi điều chỉnh, phường Thọ Quang có diện tích tự nhiên là 49,97 km² và quy mô dân số là 27.179 người.
- Sau khi sắp xếp, quận Sơn Trà có 6 phường.

Sau khi sắp xếp, thành phố Đà Nẵng có 8 đơn vị hành chính cấp huyện, gồm 6 quận và 2 huyện; 47 đơn vị hành chính cấp xã, gồm 36 phường và 11 xã.

## Giai đoạn 2025 - nay

### Năm 2025: Nghị quyết số 202/2025/QH15
Ngày 12 tháng 6 năm 2025, Quốc hội khóa XV ban hành Nghị quyết số 202/2025/QH15 về việc sắp xếp đơn vị hành chính cấp tỉnh (nghị quyết có hiệu lực từ ngày 12 tháng 6 năm 2025). Theo đó, sáp nhập tỉnh Quảng Nam vào thành phố Đà Nẵng.
Sau khi sáp nhập, thành phố Đà Nẵng có 11.859,59 km² diện tích tự nhiên và quy mô dân số là 3.065.628 người.

### Năm 2025: Nghị quyết số 203/2025/QH15
Ngày 16 tháng 6 năm 2025, Quốc hội khóa XV ban hành Nghị quyết số 203/2025/QH15 về việc sửa đổi, bổ sung một số điều của Hiến pháp nước Cộng hòa Xã hội chủ nghĩa Việt Nam, quy định kết thúc hoạt động của toàn bộ các đơn vị hành chính cấp huyện từ ngày 01/07/2025. Toàn bộ các đơn vị hành chính cấp huyện tại thành phố Đà Nẵng được giải thể.

### Năm 2025: Nghị quyết số
Cùng ngày 16 tháng 6 năm 2025, Ủy ban Thường vụ Quốc hội khóa XV ban hành Nghị quyết số 1659/NQ-UBTVQH15 về việc sắp xếp đơn vị hành chính cấp xã của thành phố Đà Nẵng năm 2025. Toàn thành phố có 94 đơn vị hành chính cấp xã, gồm 23 phường, 68 xã và 01 đặc khu.
1. Thành lập phường Hải Châu trên cơ sở toàn bộ phường Thanh Bình, phường Thuận Phước, phường Thạch Thang, phường Phước Ninh và phường Hải Châu thuộc quận Hải Châu.
2. Thành lập phường Hòa Cường trên cơ sở toàn bộ phường Bình Thuận, phường Hòa Thuận Tây, phường Hòa Cường Bắc và phường Hòa Cường Nam thuộc quận Hải Châu.
3. Thành lập phường Thanh Khê trên cơ sở toàn bộ phường Xuân Hà, phường Chính Gián, phường Thạc Gián, phường Thanh Khê Tây và phường Thanh Khê Đông thuộc quận Thanh Khê.
4. Thành lập phường An Khê trên cơ sở toàn bộ phường An Khê thuộc quận Thanh Khê và phường Hòa An, phường Hòa Phát thuộc quận Cẩm Lệ.
5. Thành lập phường An Hải trên cơ sở toàn bộ phường Phước Mỹ, phường An Hải Bắc và phường An Hải Nam thuộc quận Sơn Trà.
6. Thành lập phường Sơn Trà trên cơ sở toàn bộ phường Thọ Quang, phường Nại Hiên Đông và phường Mân Thái thuộc quận Sơn Trà.
7. Thành lập phường Ngũ Hành Sơn trên cơ sở toàn bộ phường Mỹ An, phường Khuê Mỹ, phường Hòa Hải và phường Hòa Quý thuộc quận Ngũ Hành Sơn.
8. Thành lập phường Hòa Khánh trên cơ sở toàn bộ phường Hòa Khánh Nam, phường Hòa Minh thuộc quận Liên Chiểu và xã Hòa Sơn thuộc huyện Hòa Vang.
9. Thành lập phường Hải Vân trên cơ sở toàn bộ phường Hòa Hiệp Bắc, phường Hòa Hiệp Nam thuộc quận Liên Chiểu và toàn bộ xã Hòa Bắc, một phần xã Hòa Liên thuộc huyện Hòa Vang.
10. Thành lập phường Liên Chiểu trên cơ sở toàn bộ phường Hòa Khánh Bắc thuộc quận Liên Chiểu và phần còn lại xã Hòa Liên thuộc huyện Hòa Vang.
11. Thành lập phường Cẩm Lệ trên cơ sở toàn bộ phường Hòa Thọ Tây, phường Hòa Thọ Đông và phường Khuê Trung thuộc quận Cẩm Lệ.
12. Thành lập phường Hòa Xuân trên cơ sở toàn bộ phường Hòa Xuân thuộc quận Cẩm Lệ và xã Hòa Châu, xã Hòa Phước thuộc huyện Hòa Vang.
13. Thành lập phường Tam Kỳ trên cơ sở toàn bộ phường An Mỹ, phường An Xuân và phường Trường Xuân thuộc thành phố Tam Kỳ.
14. Thành lập phường Quảng Phú trên cơ sở toàn bộ phường An Phú, xã Tam Thanh và xã Tam Phú thuộc thành phố Tam Kỳ.
15. Thành lập phường Hương Trà trên cơ sở toàn bộ phường An Sơn, phường Hòa Hương và xã Tam Ngọc thuộc thành phố Tam Kỳ.
16. Thành lập phường Bàn Thạch trên cơ sở toàn bộ phường Tân Thạnh, phường Hòa Thuận và xã Tam Thăng thuộc thành phố Tam Kỳ.
17. Thành lập phường Điện Bàn trên cơ sở toàn bộ phường Điện Phương, phường Điện Minh và phường Vĩnh Điện thuộc thị xã Điện Bàn.
18. Thành lập phường Điện Bàn Đông trên cơ sở toàn bộ phường Điện Nam Đông, phường Điện Nam Trung, phường Điện Dương, phường Điện Ngọc và phường Điện Nam Bắc thuộc thị xã Điện Bàn.
19. Thành lập phường An Thắng trên cơ sở toàn bộ phường Điện An, phường Điện Thắng Nam và phường Điện Thắng Trung thuộc thị xã Điện Bàn.
20. Thành lập phường Điện Bàn Bắc trên cơ sở toàn bộ phường Điện Thắng Bắc, xã Điện Hòa và xã Điện Tiến thuộc thị xã Điện Bàn.
21. Thành lập phường Hội An trên cơ sở toàn bộ phường Minh An, phường Cẩm Phô, phường Sơn Phong, phường Cẩm Nam và xã Cẩm Kim thuộc thành phố Hội An.
22. Thành lập phường Hội An Đông trên cơ sở toàn bộ phường Cẩm Châu, phường Cửa Đại và xã Cẩm Thanh thuộc thành phố Hội An.
23. Thành lập phường Hội An Tây trên cơ sở toàn bộ phường Thanh Hà, phường Tân An, phường Cẩm An và xã Cẩm Hà thuộc thành phố Hội An.
24. Thành lập xã Hòa Vang trên cơ sở toàn bộ xã Hòa Phong và xã Hòa Phú thuộc huyện Hòa Vang.
25. Thành lập xã Hòa Tiến trên cơ sở toàn bộ xã Hòa Khương và xã Hòa Tiến thuộc huyện Hòa Vang.
26. Thành lập xã Bà Nà trên cơ sở toàn bộ xã Hòa Ninh và xã Hòa Nhơn thuộc huyện Hòa Vang.
27. Thành lập xã Núi Thành trên cơ sở toàn bộ thị trấn Núi Thành, xã Tam Quang, xã Tam Nghĩa, xã Tam Hiệp và xã Tam Giang thuộc huyện Núi Thành.
28. Thành lập xã Tam Mỹ trên cơ sở toàn bộ xã Tam Mỹ Đông, xã Tam Mỹ Tây và xã Tam Trà thuộc huyện Núi Thành.
29. Thành lập xã Tam Anh trên cơ sở toàn bộ xã Tam Hòa, xã Tam Anh Bắc và xã Tam Anh Nam thuộc huyện Núi Thành.
30. Thành lập xã Đức Phú trên cơ sở toàn bộ xã Tam Sơn và xã Tam Thạnh thuộc huyện Núi Thành.
31. Thành lập xã Tam Xuân trên cơ sở toàn bộ xã Tam Xuân I, xã Tam Xuân II và xã Tam Tiến thuộc huyện Núi Thành.
32. Thành lập xã Tây Hồ trên cơ sở toàn bộ xã Tam An, xã Tam Thành, xã Tam Phước và xã Tam Lộc thuộc huyện Phú Ninh.
33. Thành lập xã Chiên Đàn trên cơ sở toàn bộ thị trấn Phú Thịnh, xã Tam Đàn và xã Tam Thái thuộc huyện Phú Ninh.
34. Thành lập xã Phú Ninh trên cơ sở toàn bộ xã Tam Dân, xã Tam Đại và xã Tam Lãnh thuộc huyện Phú Ninh.
35. Thành lập xã Lãnh Ngọc trên cơ sở toàn bộ xã Tiên Lãnh, xã Tiên Ngọc và xã Tiên Hiệp thuộc huyện Tiên Phước.
36. Thành lập xã Tiên Phước trên cơ sở toàn bộ thị trấn Tiên Kỳ, xã Tiên Mỹ, xã Tiên Phong và xã Tiên Thọ thuộc huyện Tiên Phước.
37. Thành lập xã Thạnh Bình trên cơ sở toàn bộ xã Tiên Lập, xã Tiên Lộc, xã Tiên An và xã Tiên Cảnh thuộc huyện Tiên Phước.
38. Thành lập xã Sơn Cẩm Hà trên cơ sở toàn bộ xã Tiên Sơn, xã Tiên Hà và xã Tiên Châu thuộc huyện Tiên Phước.
39. Thành lập xã Trà Liên trên cơ sở toàn bộ xã Trà Đông, xã Trà Nú và xã Trà Kót thuộc huyện Bắc Trà My.
40. Thành lập xã Trà Giáp trên cơ sở toàn bộ xã Trà Ka và xã Trà Giáp thuộc huyện Bắc Trà My.
41. Thành lập xã Trà Tân trên cơ sở toàn bộ xã Trà Giác và xã Trà Tân thuộc huyện Bắc Trà My.
42. Thành lập xã Trà Đốc trên cơ sở toàn bộ xã Trà Bui và xã Trà Đốc thuộc huyện Bắc Trà My.
43. Thành lập xã Trà My trên cơ sở toàn bộ thị trấn Trà My, xã Trà Sơn, xã Trà Giang, xã Trà Dương thuộc huyện Bắc Trà My.
44. Thành lập xã Nam Trà My trên cơ sở toàn bộ xã Trà Mai và xã Trà Don thuộc huyện Nam Trà My.
45. Thành lập xã Trà Tập trên cơ sở toàn bộ xã Trà Cang và xã Trà Tập thuộc huyện Nam Trà My.
46. Thành lập xã Trà Vân trên cơ sở toàn bộ xã Trà Vinh và xã Trà Vân thuộc huyện Nam Trà My.
47. Thành lập xã Trà Linh trên cơ sở toàn bộ xã Trà Nam và xã Trà Linh thuộc huyện Nam Trà My.
48. Thành lập xã Trà Leng trên cơ sở toàn bộ xã Trà Dơn và xã Trà Leng thuộc huyện Nam Trà My.
49. Thành lập xã Thăng Bình trên cơ sở toàn bộ thị trấn Hà Lam, xã Bình Nguyên, xã Bình Quý và xã Bình Phục thuộc huyện Thăng Bình.
50. Thành lập xã Thăng An trên cơ sở toàn bộ xã Bình Triều, xã Bình Giang, xã Bình Đào, xã Bình Minh và xã Bình Dương thuộc huyện Thăng Bình.
51. Thành lập xã Thăng Trường trên cơ sở toàn bộ xã Bình Nam, xã Bình Hải và xã Bình Sa thuộc huyện Thăng Bình.
52. Thành lập xã Thăng Điền trên cơ sở toàn bộ xã Bình An, xã Bình Trung và xã Bình Tú thuộc huyện Thăng Bình.
53. Thành lập xã Thăng Phú trên cơ sở toàn bộ xã Bình Phú và xã Bình Quế thuộc huyện Thăng Bình.
54. Thành lập xã Đồng Dương trên cơ sở toàn bộ xã Bình Lãnh, xã Bình Trị và xã Bình Định thuộc huyện Thăng Bình.
55. Thành lập xã Quế Sơn Trung trên cơ sở toàn bộ xã Quế Mỹ, xã Quế Hiệp, xã Quế Thuận và xã Quế Châu thuộc huyện Quế Sơn.
56. Thành lập xã Quế Sơn trên cơ sở toàn bộ thị trấn Đông Phú, xã Quế Minh, xã Quế An, xã Quế Long và xã Quế Phong thuộc huyện Quế Sơn.
57. Thành lập xã Xuân Phú trên cơ sở toàn bộ thị trấn Hương An, xã Quế Xuân 1, xã Quế Xuân 2 và xã Quế Phú thuộc huyện Quế Sơn.
58. Thành lập xã Nông Sơn trên cơ sở toàn bộ thị trấn Trung Phước và xã Quế Lộc thuộc huyện Quế Sơn.
59. Thành lập xã Quế Phước trên cơ sở toàn bộ xã Quế Lâm, xã Phước Ninh và xã Ninh Phước thuộc huyện Quế Sơn.
60. Thành lập xã Duy Nghĩa trên cơ sở toàn bộ xã Duy Thành, xã Duy Hải và xã Duy Nghĩa thuộc huyện Duy Xuyên.
61. Thành lập xã Nam Phước trên cơ sở toàn bộ thị trấn Nam Phước, xã Duy Phước và xã Duy Vinh thuộc huyện Duy Xuyên.
62. Thành lập xã Duy Xuyên trên cơ sở toàn bộ xã Duy Trung, xã Duy Sơn và xã Duy Trinh thuộc huyện Duy Xuyên.
63. Thành lập xã Thu Bồn trên cơ sở toàn bộ xã Duy Châu, xã Duy Hoà, xã Duy Phú và xã Duy Tân thuộc huyện Duy Xuyên.
64. Thành lập xã Điện Bàn Tây trên cơ sở toàn bộ xã Điện Hồng, xã Điện Thọ và xã Điện Phước thuộc thị xã Điện Bàn.
65. Thành lập xã Gò Nổi trên cơ sở toàn bộ xã Điện Phong, xã Điện Trung và xã Điện Quang thuộc thị xã Điện Bàn.
66. Thành lập xã Đại Lộc trên cơ sở toàn bộ thị trấn Ái Nghĩa, xã Đại Hiệp, xã Đại Hòa, xã Đại An và xã Đại Nghĩa thuộc huyện Đại Lộc.
67. Thành lập xã Hà Nha trên cơ sở toàn bộ xã Đại Đồng, xã Đại Hồng và xã Đại Quang thuộc huyện Đại Lộc.
68. Thành lập xã Thượng Đức trên cơ sở toàn bộ xã Đại Lãnh, xã Đại Hưng và xã Đại Sơn thuộc huyện Đại Lộc.
69. Thành lập xã Vu Gia trên cơ sở toàn bộ xã Đại Phong, xã Đại Minh và xã Đại Cường thuộc huyện Đại Lộc.
70. Thành lập xã Phú Thuận trên cơ sở toàn bộ xã Đại Tân, xã Đại Thắng, xã Đại Chánh và xã Đại Thạnh thuộc huyện Đại Lộc.
71. Thành lập xã Thạnh Mỹ trên cơ sở toàn bộ thị trấn Thạnh Mỹ thuộc huyện Nam Giang.
72. Thành lập xã Bến Giằng trên cơ sở toàn bộ xã Cà Dy, xã Tà Bhing và xã Tà Pơơ thuộc huyện Nam Giang.
73. Thành lập xã Nam Giang trên cơ sở toàn bộ xã Zuôih và xã Chà Vàl thuộc huyện Nam Giang.
74. Thành lập xã Đắc Pring trên cơ sở toàn bộ xã Đắc Pre và xã Đắc Pring thuộc huyện Nam Giang.
75. Thành lập xã La Dêê trên cơ sở toàn bộ xã Đắc Tôi và xã La Dêê thuộc huyện Nam Giang.
76. Thành lập xã La Êê trên cơ sở toàn bộ xã Chơ Chun và xã La Êê thuộc huyện Nam Giang.
77. Thành lập xã Sông Vàng trên cơ sở toàn bộ xã Tư và xã Ba thuộc huyện Đông Giang.
78. Thành lập xã Sông Kôn trên cơ sở toàn bộ xã A Ting, xã Jơ Ngây và xã Sông Kôn thuộc huyện Đông Giang.
79. Thành lập xã Đông Giang trên cơ sở toàn bộ thị trấn Prao, xã Tà Lu, xã A Rooi và xã Zà Hung thuộc huyện Đông Giang.
80. Thành lập xã Bến Hiên trên cơ sở toàn bộ xã Kà Dăng và xã Mà Cooih thuộc huyện Đông Giang.
81. Thành lập xã Avương trên cơ sở toàn bộ xã Bhalêê và xã Avương thuộc huyện Tây Giang.
82. Thành lập xã Tây Giang trên cơ sở toàn bộ xã Atiêng, xã Dang, xã Anông và xã Lăng thuộc huyện Tây Giang.
83. Thành lập xã Hùng Sơn trên cơ sở toàn bộ xã Ch’ơm, xã Gari, xã Tr’hy và xã Axan thuộc huyện Tây Giang.
84. Thành lập xã Hiệp Đức trên cơ sở toàn bộ thị trấn Tân Bình, xã Quế Tân và xã Quế Lưu thuộc huyện Hiệp Đức.
85. Thành lập xã Việt An trên cơ sở toàn bộ xã Thăng Phước, xã Bình Sơn, xã Quế Thọ và xã Bình Lâm thuộc huyện Hiệp Đức.
86. Thành lập xã Phước Trà trên cơ sở toàn bộ xã Sông Trà, xã Phước Gia và xã Phước Trà thuộc huyện Hiệp Đức.
87. Thành lập xã Khâm Đức trên cơ sở toàn bộ thị trấn Khâm Đức và xã Phước Xuân thuộc huyện Phước Sơn.
88. Thành lập xã Phước Năng trên cơ sở toàn bộ xã Phước Đức, xã Phước Mỹ và xã Phước Năng thuộc huyện Phước Sơn.
89. Thành lập xã Phước Chánh trên cơ sở toàn bộ xã Phước Công và xã Phước Chánh thuộc huyện Phước Sơn.
90. Thành lập xã Phước Thành trên cơ sở toàn bộ xã Phước Lộc, xã Phước Kim và xã Phước Thành thuộc huyện Phước Sơn.
91. Thành lập xã Phước Hiệp trên cơ sở toàn bộ xã Phước Hòa và xã Phước Hiệp thuộc huyện Phước Sơn.
92. Thành lập đặc khu Hoàng Sa trên cơ sở toàn bộ huyện Hoàng Sa.
93. Giữ nguyên xã Tam Hải thuộc huyện Núi Thành.
94. Giữ nguyên xã Tân Hiệp thuộc thành phố Hội An.